# Alaris

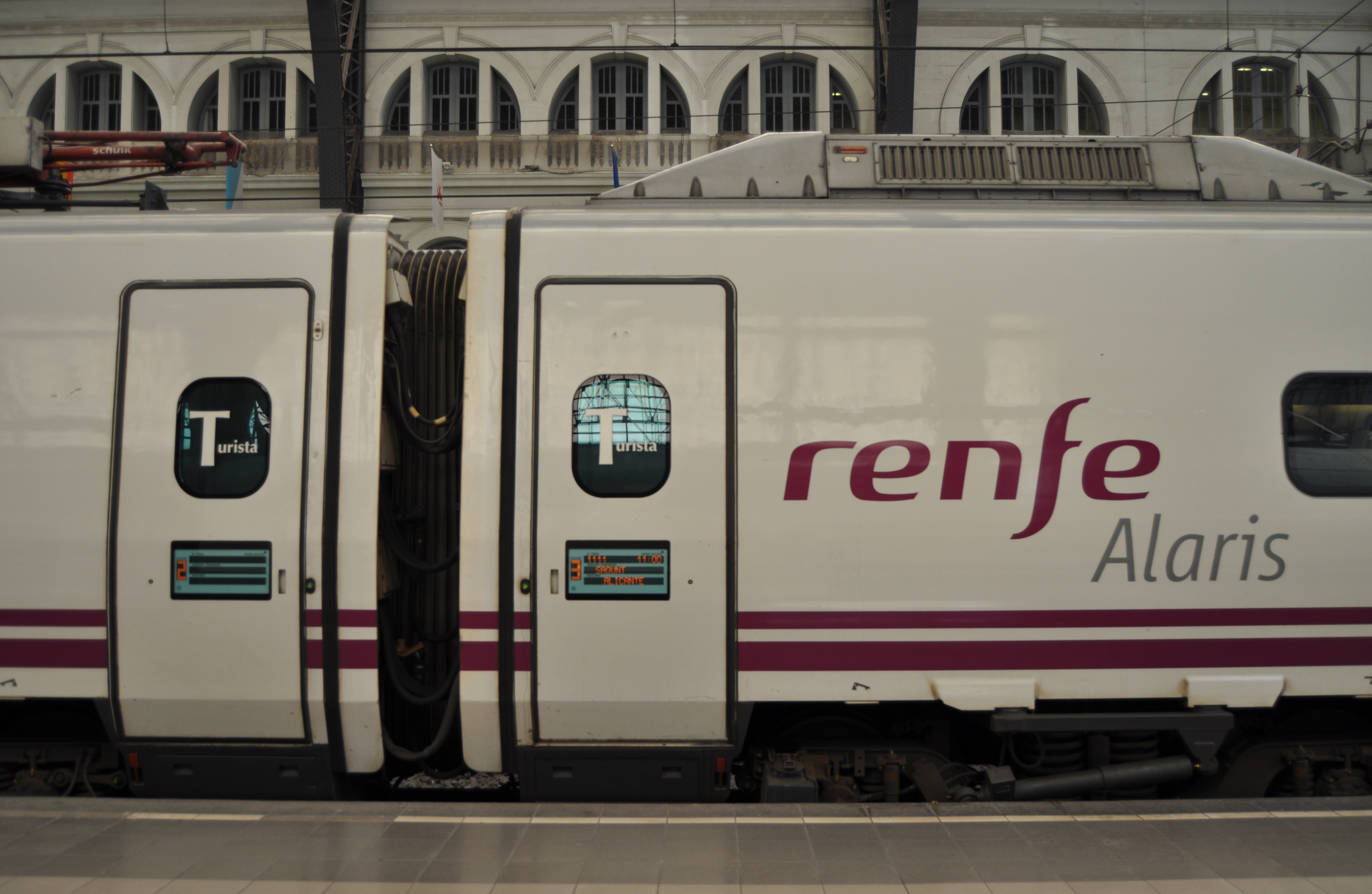
Logotipo de Alaris en un automotor eléctrico de la serie 490 de Renfe Operadora.

Alaris fue la marca comercial que recibió un servicio ferroviario diurno, de largo recorrido prestado por Renfe en España entre 1999 y el año 2013. Iba asociado habitualmente a los electrotrenes de la Serie 490 aunque desde del 2009 también se emplearon unidades de la Serie 130. En su estreno cubrían la relación Madrid-Valencia/Gandía/Castellón aunque posteriormente fueron derivados hacía otros trazados como los que unen Barcelona con Sevilla/Málaga o Valencia con Alcázar de San Juan y Albacete. Este servicio de gama media-alta se realizaba sobre líneas electrificadas con una velocidad comercial de 200 km/h. 

## Historia
A mediados de los años noventa, RENFE decidió reemplazar los antiguos electrotrenes de la Serie 448 que llevaban en circulación desde 1987 por nuevos automotores que pudieran circular por líneas electrificadas a velocidades cercanas a los 200-220 km/h.
Después de un concurso para el material conocido como Intercity 2000, en el que ganó el consorcio Alstom-Fiat Ferroviaria, Renfe encargó la fabricación de 10 electrotrenes basculantes de la serie 490, muy parecidos a los ETR 460 de Trenitalia, y al Cisalpino (ETR 470). 
Las unidades se comenzaron a utilizar para un nuevo servicio entre Valencia y Madrid vía Albacete, de alta velocidad, alta calidad y confort. Los trenes se llamaron en un principio Intercity 2000 pero el nombre no tuvo buena acogida por parte del equipo de marketing de la compañía, por ello se cambió por Alaris (una marca comercial registrada por Renfe Operadora). Los primeros Alaris fueron pintados de blanco y azul con el logotipo de Grandes Líneas tanto en el morro como en un lateral. En 2005 la decoración varió. El logo de Grandes Líneas desapareció y el blanco se combinó con el púrpura corporativo usado por la compañía (color pantone 2425). 
En el año 2008, el servicio se prestó parcialmente con unidades de la serie 120, y desde 2009 se emplean indistintamente unidades S130 y S490.
Desde el 12 de septiembre de 2011 dos Alaris S490 sustituyen al Arco García Lorca con destino Sevilla y al Arco con destino Málaga. Aunque de prestaciones superiores el cambio ha generado críticas ante la menor capacidad de los nuevos Alaris.
En verano de 2013, Renfe detectó problemas en la Serie 490 que afectaba a los bogies. Un problema similar, que se achacó a la fatiga del material, afectó a los trenes 4000 usado por Comboios de Portugal. Aunque la compañía lusa optó por reparar el material en el caso de Renfe se retiró y sustituyó por otro material rodante. Paulatinamente los servicios Alaris fueron desapareciendo como tal en favor de servicios Intercity.

## Rutas cubiertas
Los trenes Alaris han cubierto los siguientes recorridos:
- Barcelona-Sants ↔ Valencia-Norte.
- Valencia-Norte ↔ Alcázar de San Juan.
- Valencia-Norte ↔ Albacete-Los Llanos.
- Madrid-Atocha ↔ Valencia-Norte / Gandía / Castellón / Oropesa del Mar.
- Barcelona-Sants ↔ Sevilla-Santa Justa / Málaga-María Zambrano.
- Barcelona-Sants ↔ Alicante-Terminal.
- Sevilla-Santa Justa ↔ Huelva Término

## Técnica

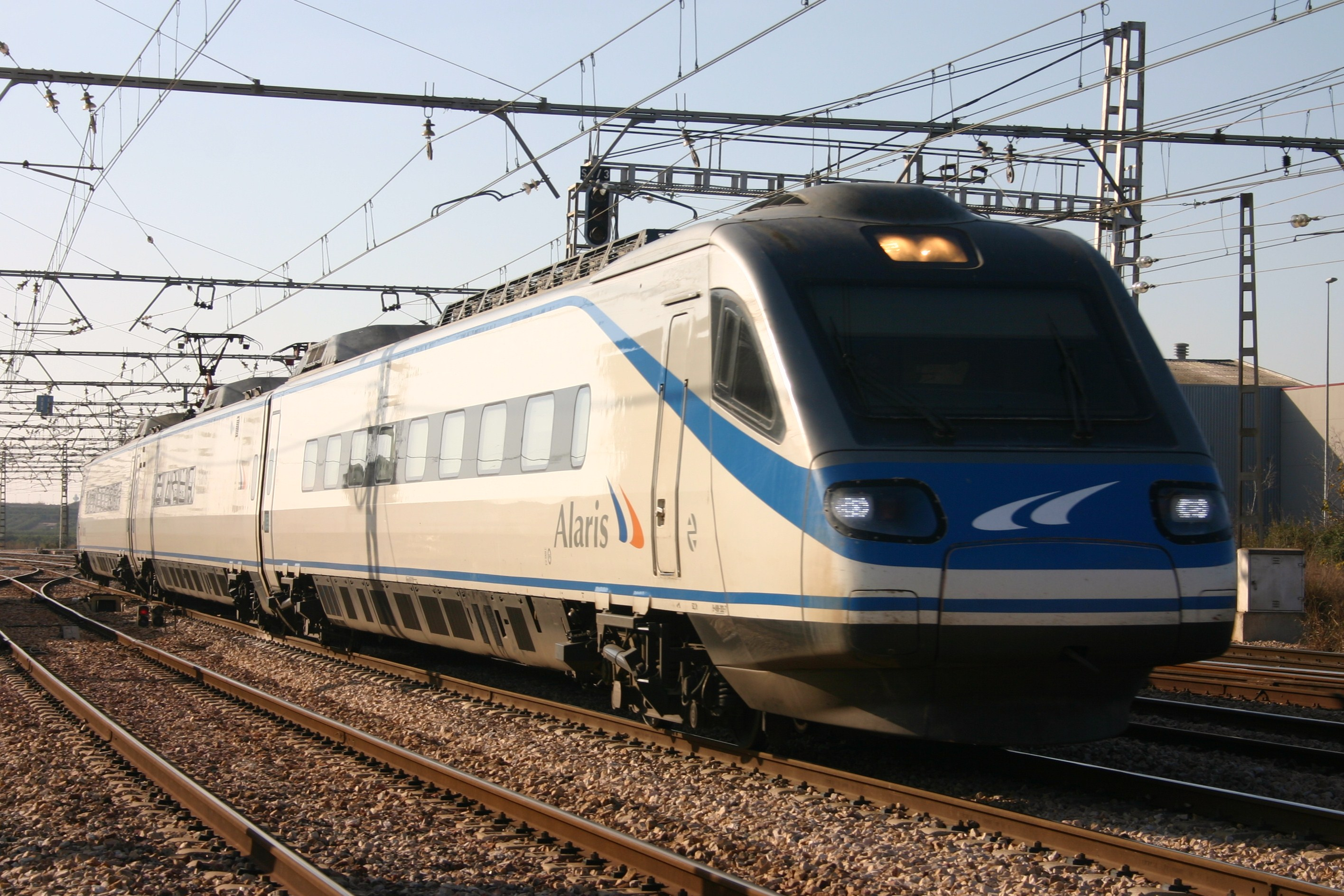
Alaris camino de Silla en 2005 con la decoración original blanca y azul y el logo de grandes líneas.

Al contrario que los otros derivados de la familia ETR 460 (como el Alfa Pendular), el ETR 490 está compuesto de sólo tres coches, dos motores y un remolque. La distribución de motores sigue el modelo motor-remolque-motor, estando los pantógrafos situados en el coche remolque. Puede circular en doble composición elevando el número de coches a seis.
Los coches motores están compuestos de un par de bogies motores, con un motor asíncrono trifásico por bogie. También en cada coche motor están los convertidores estáticos (convertidores auxiliares) y los convertidores de tracción. Los compresores principales están bajo el coche remolque.
El coche remolque está partido en dos espacios, mitad cabina de pasajeros, mitad bar-restaurante, y compartimento para personas con movilidad reducida (PMR).
La caja de los coches del ETR 490, y sus reducidas dimensiones, hacen que sea muy ligero, cosa que favorece la aerodinámica y reduce sensiblemente el consumo energético. La potencia máxima del tren es de sólo 2.040 kW, cerca de un tercio con respecto al ETR 460 italiano.
El sistema de basculacion del ETR 490 es el estándar de la segunda y tercera generación de trenes Pendolino, controlado por giroscopios y oscilometros, limitado a 8º de inclinación con respecto al plano horizontal de los bogies. El frenado eléctrico es regenerativo y reostático, y el frenado neumático está controlado por los frenos de disco de que dispone cada eje.

## Distribución de clases y servicios
El tren está distribuido en dos clases, Preferente y Turista dando lugar a un total de 161 plazas, 49 en clase preferente y 111 en clase turista, una de ellas para personas con movilidad reducida. La clase Preferente se encuentra en uno de los dos coches motores, la clase Turista en el coche remolque (coche central-bar) y en el otro coche motor. En el coche remolque hay un bar-cafetería que ocupa la mitad del espacio del coche. El cambio de coche se realiza gracias a fuelles de intercomunicación estancos que disponen de puertas automáticas. 
Los trenes Alaris cuentan con los siguientes servicios: cafetería y restaurante, prensa diaria, música, video, avisos por megafonía interna, plazas para personas con movilidad reducida, acompañamiento a menores y equipajes.